# 祖漢尼斯·艾基拿
祖漢尼斯·艾基拿（德語：Johannes Aigner，1981年3月16日—），奧地利足球運動員，出生於奧地利蒂罗尔州施瓦茨，司職前鋒，現時效力奧地利甲組足球聯賽球隊亞塔奇。

## 球會生涯
艾基拿在2003-04年球季首次以华卡迪路球員亮相奧地利超級足球聯賽，效力四個球季後轉會至國內班霸奧地利維也納，2008年夏天，他離開奧地利維也納加盟奧地利新組軍球會馬納。
艾基拿在2011-12年球季轉到奧甲球會林茨效力，2012-13年球季再轉至另一奧甲球會亞塔奇。

## 榮譽
奧地利維也納
- 奧地利盃 (1): 2007

馬納
- 奧地利甲組足球聯賽 (1): 2008-09

草卡迪路
- 奧地利甲組足球聯賽 (1): 2003-04

## 連結
- Player profile - FC Magna Wiener Neustadt
- Guardian Football
- Transfermarkt profile （页面存档备份，存于）